# Зотов, Валентин
Валенти́н Зо́тов (род. 15 января 1947) — советский белорусский легкоатлет, специалист по бегу на длинные дистанции и кроссу. Выступал на всесоюзном уровне в 1970-х годах, обладатель бронзовой медали Универсиады, чемпион СССР, победитель первенств всесоюзного и республиканского значения, участник чемпионата Европы в Риме. Представлял Минск и физкультурно-спортивное общество «Динамо».

## Биография
Валентин Зотов родился 15 января 1947 года. Занимался лёгкой атлетикой в Минске, выступал за Белорусскую ССР и физкультурно-спортивное общество «Динамо».
Впервые заявил о себе на всесоюзном уровне в сезоне 1971 года, когда в беге на 5000 метров выиграл серебряную медаль на соревнованиях в Ростове-на-Дону, а в беге на 10 000 метров занял восьмое место на чемпионате страны в рамках V летней Спартакиады народов СССР в Москве.
В 1972 году на чемпионате СССР в Москве в дисциплине 10 000 метров пришёл к финишу четвёртым, установив свой личный рекорд — 28:21.0.
В 1973 году в составе советской сборной принимал участие в чемпионате мира по кроссу в Варегеме, где занял 23-е место в личном зачёте и помог соотечественникам стать серебряными призёрами мужского командного зачёта. Помимо этого, на дистанции 10 000 метров выиграл серебряную медаль на международном старте в Варшаве, на дистанции 5000 метров финишировал четвёртым на чемпионате СССР в Москве, завоевал бронзовую награду на Всемирной Универсиаде в Москве, показал шестой результат в матчевой встрече со сборными Западной Германии и Финляндии в Хельсинки.
В 1974 году взял бронзу в беге на 3000 метров на зимнем чемпионате СССР в Москве. В беге на 10 000 метров одержал победу на летнем чемпионате СССР в Москве. Благодаря этой победе удостоился права защищать честь страны на чемпионате Европы в Риме, где однако сошёл с дистанции в 10 000 метров.
В 1976 году выиграл 5000 метров на зимнем чемпионате СССР в Москве, был лучшим в дисциплине 8 км на чемпионате СССР по кроссу в Баку, превзошёл всех соперников на дистанции 5000 метров на летнем чемпионате СССР в Киеве.
В 1977 году на зимнем чемпионате СССР в Минске вновь победил в беге на 5000 метров.
В 1978 году получил серебро в дисциплине 3000 метров на зимнем чемпионате СССР в Москве и в дисциплине 5000 метров на Мемориале братьев Знаменских в Вильнюсе. Также финишировал пятым на Мемориале Владимира Куца в Подольске и взял бронзу на летнем чемпионате СССР в Тбилиси.
В 1979 году в беге на 5000 метров одержал победу на всесоюзном старте в Вильнюсе, занял седьмое место на VII летней Спартакиаде народов СССР в Москве, был лучшим на Мемориале Знаменских в Каунасе.
В 1980 году завоевал серебряную награду на всесоюзных соревнованиях в Каунасе, получил золото на Мемориале Рошицкого в Праге, стал бронзовым призёром на чемпионате СССР в Донецке.